# 北京大学赛克勒考古与艺术博物馆
39°59′44″N 116°18′21″E / 39.995528°N 116.305922°E

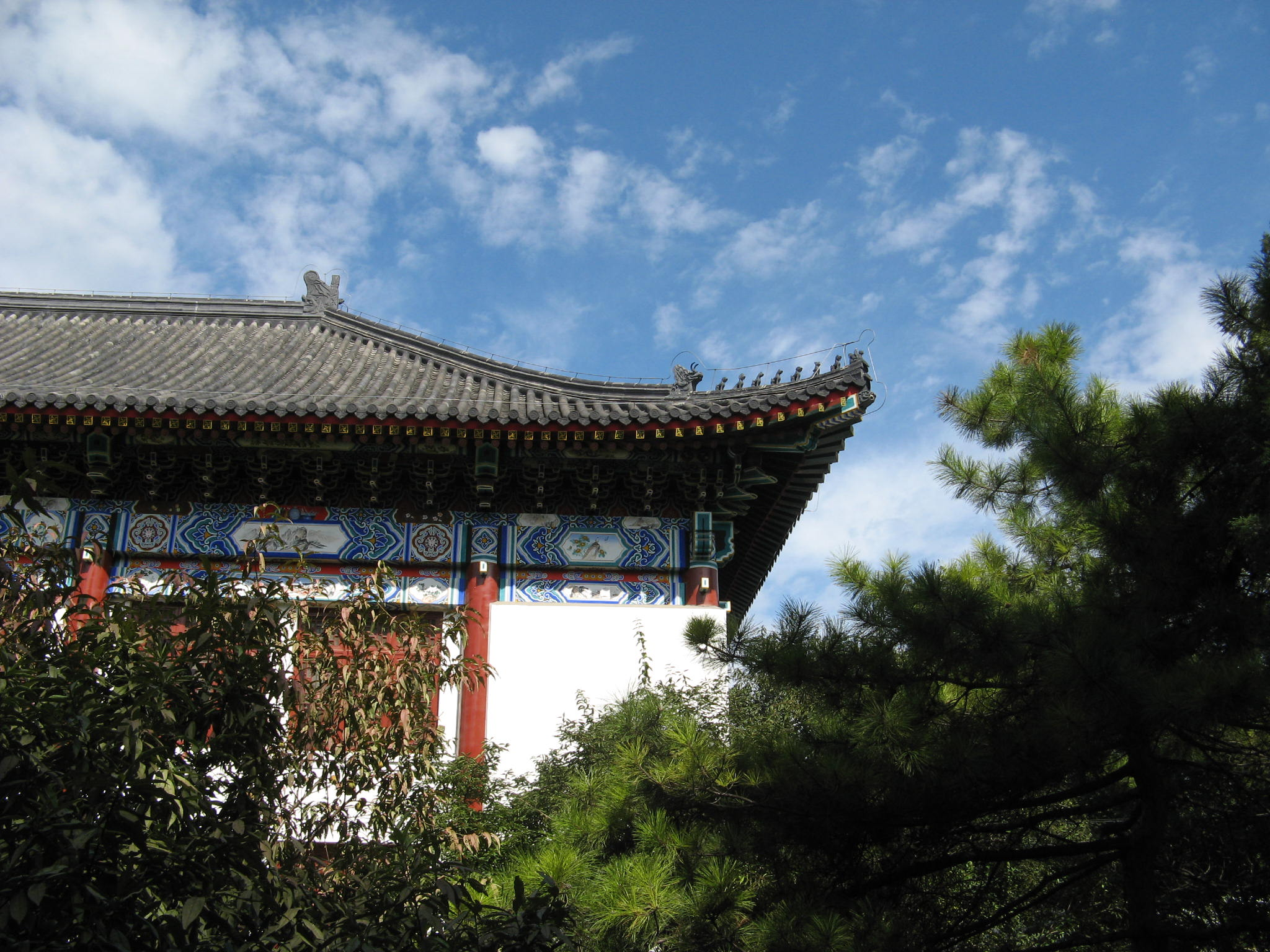
北京大学赛克勒考古与艺术博物馆

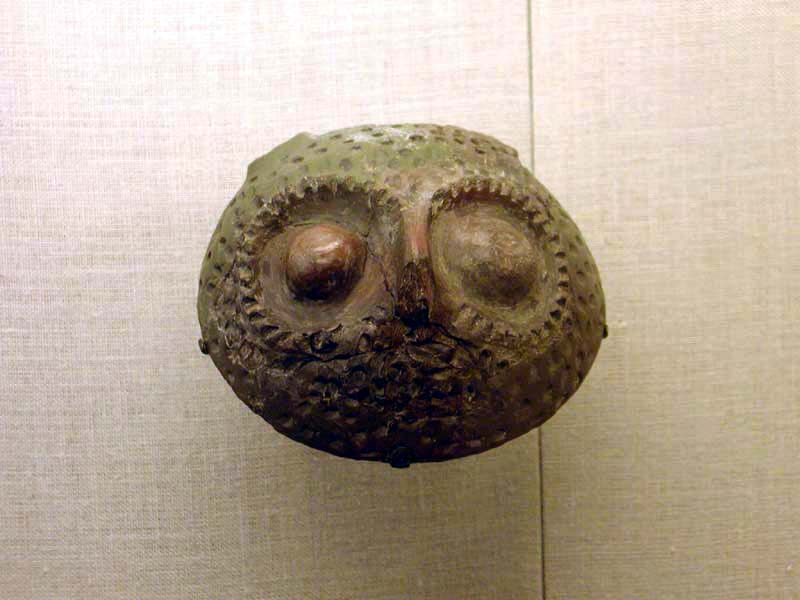
鸮面像，仰韶文化庙底沟类型陶器

北京大学赛克勒考古与艺术博物馆（英語：Arthur M. Sackler Museum of Art and Archaeology At Peking University）是一座大学博物馆，位于北京市海淀区青龙桥街道颐和园路5号北京大学西部的鸣鹤园内。

## 历史
1986年奠基开建，1993年5月27日正式开馆，由北京大学与美国人亚瑟·M·赛克勒博士合作建成。

## 藏品
该馆的藏品主要有四个来源：
1. 北京大学1952年设置考古专业以前的藏品：1922年，北京大学研究所国学门成立中国最早的考古研究室，开展田野考古工作并收集古代文物。不久，北京大学文科研究所成立，下设考古研究室，并成立博物馆专修科，建立北京大学博物馆，收集古物及民族学标本。1952年院系调整，北京大学历史系设置考古专业，上述藏品归入考古专业标本室。[1]
2. 燕京大学史前历史博物馆藏品：裴文中、鸟居龙藏均曾在燕京大学史前历史博物馆任职，帮助收集到许多古代文物标本。1952年院系调整后，藏品归入北京大学考古专业标本室。[1]
3. 北京大学1952年设置考古专业以后从田野考古发掘现场采集的教学标本：考古专业创设后，在中国各地开展田野考古工作，包括陕西西安半坡遗址、岐山和扶风的周原遗址、河南洛阳的王湾遗址、山西曲沃曲村遗址、辽宁营口金牛山遗址等等。发掘出土的标本大部分交存当地文物考古机构或者博物馆，北京大学考古专业仅留存少量教学标本。[1]
4. 博物馆筹备期间各地文物及考古机构赠送或者调拨的藏品。[1]

该馆的常设展览分为旧石器时代、新石器时代、夏商周、战国、秦汉、三国两晋南北朝隋唐、宋辽金元明清共七个部分。